# Wysokie (gemeente Wysokie)
Wysokie is een dorp in het Poolse woiwodschap lubelskie, in het district Lubelski. De plaats maakt deel uit van de gemeente Wysokie. Het had stadsrechten van 1368 tot 1832.